# Военные походы Мухаммеда
Военные походы пророка Мухаммеда или же Газава́т (араб. غزوات‎ — «походы») — кампания миссионерских сражений и походов, в которых принимал участие пророк Мухаммед. Боевые действия, в которых Мухаммед не принимал личного участия, называются «сарийя» (سرية‎). Общее число походов и битв, в которых принял участие Пророк, достигает 27.

## Причины совершения газавата

### Гонения на мусульман в Мекке
Гонения на мусульман в Мекке — гонения на мусульман со стороны мекканских многобожников, проходившие с 613 по 622 годы. В 613 году Мухаммед стал открыто призывать жителей Мекки к исламу, находя всё больше сторонников среди своих друзей, близких родственников и других жителей Мекки, среди которых были в основном рабы. Распространение ислама не нравилось правящей верхушке Мекки, которая боялась потерять доходы от паломничества арабских племён к Каабе. Недовольства язычников сопровождались гонениями на мусульман, из-за чего некоторым из них в 615 году пришлось переселиться в Эфиопию. Среди переселившихся были в основном те, кто не имел поддержки со стороны своего рода, а сам Мухаммед пользовался покровительством своего дяди Абу Талиба. Особенно тяжело пришлось мусульманам, находящимся в рабстве у мекканских язычников, не имевшим возможности переселиться в Эфиопию и не способным защитить себя. Некоторых рабов, как, например, Билял ибн Рабах аль-Хабаши, выкупил будущий праведный халиф Абу Бакр, а другие, как Сумайя бинт Хайят и Ясир ибн Амир, умерли мученической смертью. После смерти Абу Талиба главой курайшитов стал родной дядя Мухаммеда Абу Лахаб, люто ненавидящий его. Оставшись без поддержки, Мухаммед предпринял попытку переехать в город Ат-Таиф, но ему пришлось вернуться в Мекку отвергнутым жителями этого города.

### Переселение в Медину
С каждым днём положение мусульман ухудшалось, и в конце месяца сафар 622 года они вынуждены были переселиться в Медину, с жителями которой ранее был заключён договор. Мусульмане были вынуждены выйти в путь поздней ночью, оставив свои дома и имущество. Собранный в срочном порядке совет многобожников во главе с Абу Джахлем решил выбрать из каждого племени по одному юноше и дать каждому по сабле, чтобы те разом убили пророка Мухаммеда, избежав тем самым кровной мести. Выйдя незамеченным из окружённого дома, Мухаммед вместе с Абу Бакром тайно покинули Мекку в направлении Медины.

### Мединский период
Несмотря на то, что мусульмане покинули Мекку и обосновались в Медине, мекканцы по-прежнему доставляли беспокойство мединским мусульманам, препятствовали совершению ими умры и настраивали лицемеров-мунафиков против них.

## Нападения на караваны
Нападения на караваны — нападения мусульман на торговые караваны курайшитов. Основным источником доходов курайшитов была торговля, и, для подрыва их экономики, Мухаммеду необходимо было перерезать торговые пути, ведущие в Сирию. Известно об 11 случаях, связанных с нападениями на мекканские караваны.

### Поход Хамзы ибн Абд аль-Мутталиба
Поход Хамзы ибн Абд аль-Мутталиба, поход к Красному морю (араб. سرية حمزة بن عبد المطلب‎ — сарият Хамзат бну Абд аль-Мутталиб) — первый поход мусульман против мекканских многобожников, который состоялся в месяц Рамадан 1 года Хиджры.Мухаммед послал своего дядю Хамзу ибн Абд аль-Мутталиба с отрядом из тридцати мухаджиров к побережью Красного моря со стороны аль-Ис. Там он встретил караван курайшитов, возвращавшийся из Сирии с отрядом из трехсот мекканцев во главе с Абу Джахлем. От стычки уберегло то, что там оказался Мадждий аль-Джухани, который был в союзнических отношениях как с мекканцами, так и с мединцами, и которому удалось убедить обе стороны отказаться от кровопролития. Знамя отряда было белого цвета, а нёс его Канназ аль-Ганави.

### Поход на Рабиг
Поход Убейда ибн Хариса, поход на Рабиг (араб. سرية عبيدة بن الحارث‎ — сарият Убайдат бну аль-Харис) — поход мусульман против мекканских многобожников, который состоялся в месяц Шавваль 1 года Хиджры. Мухаммед отправил в поход отряд из 60 (или 80) человек под предводительством Убайды ибн аль-Хариса в направлении долины Бутн Рабиг. Там они встретили отряд курайшитов в количестве 200 человек, который находился под командованием Абу Суфьяна. Вместо сражения имело место лишь легкое столкновение да показательная стрельба из лука. Первым мусульманином, стрелявшим из лука, стал Саад ибн Абу Ваккас. Из-за опасения прихода подкрепления со стороны мусульман, мекканцы решили не вступать в бой и обе стороны разошлись.

### Поход на Харрар
Поход Саада ибн Абу Ваккаса, поход на Харрар (араб. سرية سعد بن أبي وقاص‎ — сарият Са’д бну Аби Ваккас) — поход мусульман против мекканских многобожников, который состоялся в месяце Зулькада (май 623 г. н. э.), отряд из 8 (или 20) человек под командованием Саада ибн Аби Ваккаса. По приказу Мухаммеда Саад ибн Абу Ваккас направился в местность, через которую должен был пройти караван мекканцев (Харрар). Передвигаясь по ночам, на утро пятого дня, отряд вышел на место предполагаемого прохождения мекканского каравана, но не встретившись с прошедшим днём ранее караваном, отряд вернулся в Медину.

### Поход на Абву
Поход на Абву, поход на Ваддан (араб. غزوة الأبواء‎ — газават аль-абва) — четвёртый поход мусульман против язычников и первый, в котором принимал участие Мухаммед. В начале 11-го месяца со времени совершения хиджры, в месяце Сафар, Мухаммед впервые вышел в военный поход к деревне Абва (Ваддан), оставив в Медине вместо себя ансара Сада ибн Убада. Поход длился 15 дней, в нём не было сражений с многобожниками, однако было заключено мирное соглашение с вождем племени Дамра Амром ибн Махши. По данному договору, впервые зафиксированному на бумаге, Мухаммед не должен был воевать против племени Дамра, а они, в свою очередь, не должны были воевать против мусульман, концентрировать свои силы, и помогать их противникам.

### Поход на Буват
Поход на Буват (араб. غزوة بواطء‎ — газават буват) — поход, состоявшийся через месяц после похода на Абву в месяц раби аль-авваль второго года Хиджры. Мухаммед совершил свой военный поход против курайшитов, оставив в Медине вместо себя ас-Саиба ибн Усмана, но дойдя до горы Буват со стороны горы Радва, он вернулся в Медину, не встретив никакого сопротивления.

### Поход на аль-Ушайра
Поход на аль-Ушайра, Поход Зуль-Ушайра (араб. غزوة العشيرة‎ — газават аль-ушайра) — поход, состоявшийся сразу же после похода на Буват в середине месяца Джумадаль-ахир второго года хиджры (ноябрь — декабрь 623 г.). Узнав о том, что в Сирию направляется караван мекканцев, Мухаммед снарядил отряд в количестве от 150 до 200 человек для его атаки. Когда Мухаммед вместе со своими сподвижниками прибыли в местность аль-Ушайра, то оказалось, что караван, во главе охранительного отряда которого был Абу Суфьян, уже прошёл. В этой операции Мухаммед вступил в союз с племенем Бану Мадлидж (населявшим окрестности аль-Ушайра) и перезаключил договор с Бану Дамра.

### Поход Нахля
Поход Нахля — седьмой рейд на мекканский караван и первый успешный рейд против мекканцев. В декабре 623 года Мухаммад послал своего двоюродного брата Абдуллаха ибн Джахша в Нахля с отрядом из 12 человек с шестью верблюдами. Абдуллах взял с собой Абу Хузайфу ибн Утбу, Уккаша ибн Михсана, Утбу ибн Газвана, Саада ибн Абу Ваккаса, Амира ибн Рабиа, Вакида ибн Абдуллаха и Халида ибн аль-Букайра. Уккаш ибн Михсан остриг голову для того, чтобы курайшиты подумали, что он совершает малый хадж (умра). В то время как курайшиты были заняты приготовлением пищи, мусульмане напали и в скоротечном сражении Вакид ибн Абдуллах выстрелом стрелы убил лидера курайшитского каравана. Мусульмане взяли в плен Усмана ибн Абдуллаха и аль-Хакама ибн Кайсана. Абдуллах ибн Джахш вернулся в Медину с добычей и с двумя пленными курайшитами, намереваясь отдать одну пятую часть добычи Мухаммаду.
Узнав, что отряд Абдуллаха ибн Джахша напал на караван в священный для арабов месяц и без его разрешения, Мухаммад пришёл в ярость. Курайшиты, в свою очередь, воспользовались возможностью обвинять мусульман в нарушении обычаев. Мухаммад не знал, что делать, пока ему не был ниспослан 217 аят суры Аль-Бакара. Так как нападение было совершено во время священного месяца, Мухаммад отказался взять свою долю от добычи, освободил пленных и выплатил компенсацию родственникам убитого. Вскоре после его освобождения аль-Хакам ибн Кайсан принял ислам.

### Другие караванные рейды
- Поход на Неджд
- Поход Зейда ибн Хариса
- Поход Абу Убайды ибн аль-Джараха
- Поход Абу Катады ибн Раби

## Походы

### Поход на Сафаван
Поход на Сафаван или, как его ещё называют, «первый поход на Бадр», состоялся через год после хиджры (сентябрь 623 г.), целью его была поимка Курза ибн Джабира аль-Фихри, совершившего набег и угнавшего верблюдов и коров. Мухаммед, оставив вместо себя Зайда ибн Хариса, и бросился в погоню с отрядом из 70 человек, но Курзу удалось ускользнуть. Дойдя до Сафавана, Мухаммед вернулся в Медину. Позже Курз ибн Джабир принял ислам и стал одним из самых благочестивых и добродетельных мусульман.

## Сражения

### Битва при Бадре
Первое крупное сражение между мусульманами и курайшитами, произошедшая во втором году по хиджре семнадцатого числа месяца Рамадан в пятницу утром (17 марта 624 гг.) в Хиджазе (запад Аравийского полуострова). Крупная боевая победа мусульман и фактически поворотный пункт в их борьбе против курайшитов.
Нужно заметить, что несмотря на огромную значимость этой битвы, среди почти 1000 (Гюстав Лебон указывает число 2000) мекканцев количество погибших составило 70 (Ибн Исхак говорит, что общее количество убитых курайшитов, которых им перечислили, было 50) человек, а из чуть более 300 мусульман — 14, таким образом участвовавших в битве погибло всего 6,4 %. Мухаммад, узнав, что люди из Бану Хашим и некоторые другие выступили против своей воли, не желая воевать против мусульман, запретил убивать их. По этой же причине он запретил убивать своего дядю. Среди тех, кого было запрещено убивать был Абу аль-Бахтария, который воздерживался от нападок на Мухаммада и мусульман в мекканский период. Однако тот настоял на сражении с союзником ансаров и был убит.

### Битва у рва
Битва у рва состоялась 31 марта 627 года. Это была попытка, главным образом, курайшитов одержать верх над Мухаммадом. Общее количество язычников составило 10 000 человек в трёх армиях, включавших также племя Гатафан и Сулайм. Количество мусульман было 3000. Мусульмане вырыли ров вокруг Медины, что было впервые использовано на Аравийском полуострове. Его рыли на протяжении шести дней. Битва закончилась распадом коалиции язычников. Сражения так и не произошло, хотя была блокада, обстрелы из лука и неудачная попытка всадников пересечь ров.

## Другие походы и сражения
- Поход на Бану Курайза
- Поход в Хайбар
- Битва при Муте
- Завоевание Мекки
- Битва при Табуке
- Битва при Ухуде
- Битва Хандак